# San Cassiano (Badia)
San Cassiano (německy Sankt Kassian, ladinsky San Ćiascian) je obec v severoitalské provincii Bolzano, část obce Badia (v údolí Val Badia). Obec je známá jako oblíbené lyžařské a turistické letovisko. Místní obyvatelstvo hovořící převážně ladinským jazykem.

## Geografie

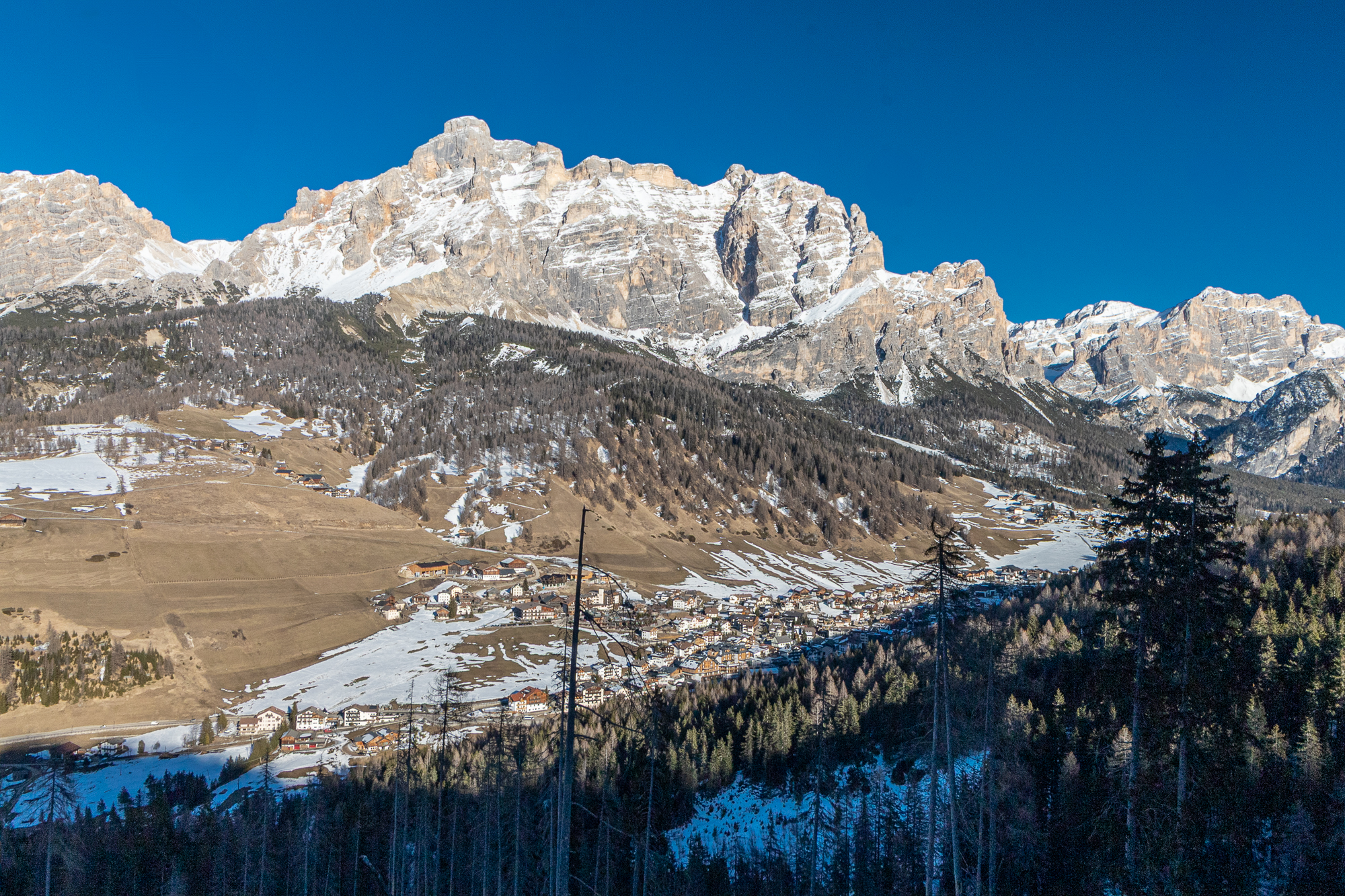
Panorama obce

Město se nachází v nadmořské výšce 1 537 metrů v bočním údolí Val Badia, které protíná říčka Rio di San Cassiano, přítok Gadery.
Středem obce prochází okresní silnice, která vede přes Armentarolu do průsmyku Valparola. Odtud pokračuje do průsmyku Falzarego a poté dále do Cortiny d'Ampezzo nebo směrem na Alleghe. Z průsmyku Falzarego je možné vyjet lanovkou na Lagazuoi a vrátit se do Armentaroly přes jednu z nejkrásnějších sjezdovek v Alpách.
San Cassiano je významné lyžařské středisko, ale vyhledávané turisty také v letním období.

## Dějiny
Než byla lokalita San Cassiano trvale osídlena, byla tato oblast využívána výhradně jako pastvina pro dobytek (armenc v ladinštině, což odpovídá stejnojmennému italskému slovu „armento“), od kterého je odvozen název Armentarola, vesnička v obci Badia, poblíž San Cassiana, ve směru na průsmyk Falzarego.

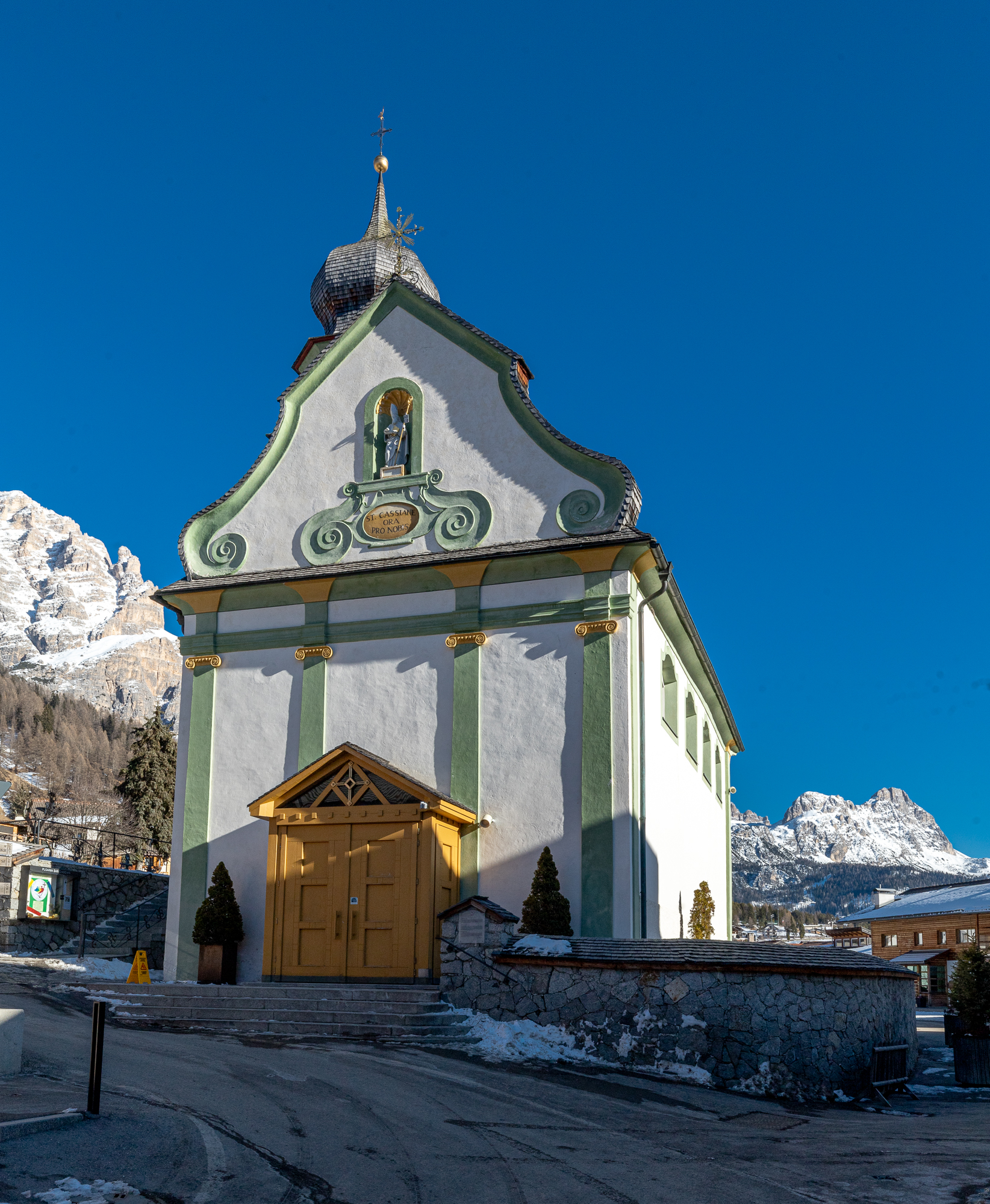
Malebný barokní kostelík sv. Kasiána v centru obce

Názvy osad, skládajících se z jednotlivých zemědělských farem (neboli masi, či vila v ladinštině), byly v San Cassianu poprvé zmíněny již v roce 1296.
Svůj současný název město dostalo podle jména svého patrona svatého Kasiána, kterému je zasvěcen zdejší kostel, který byl postaven v barokním slohu roce 1782. Obrazem na hlavním oltáři znázorňuje mučednickou smrt sv. Kasiána, dílo slezského malíře Karla Henriciho (1737-1823) původem ze Svídnice.

## Kultura

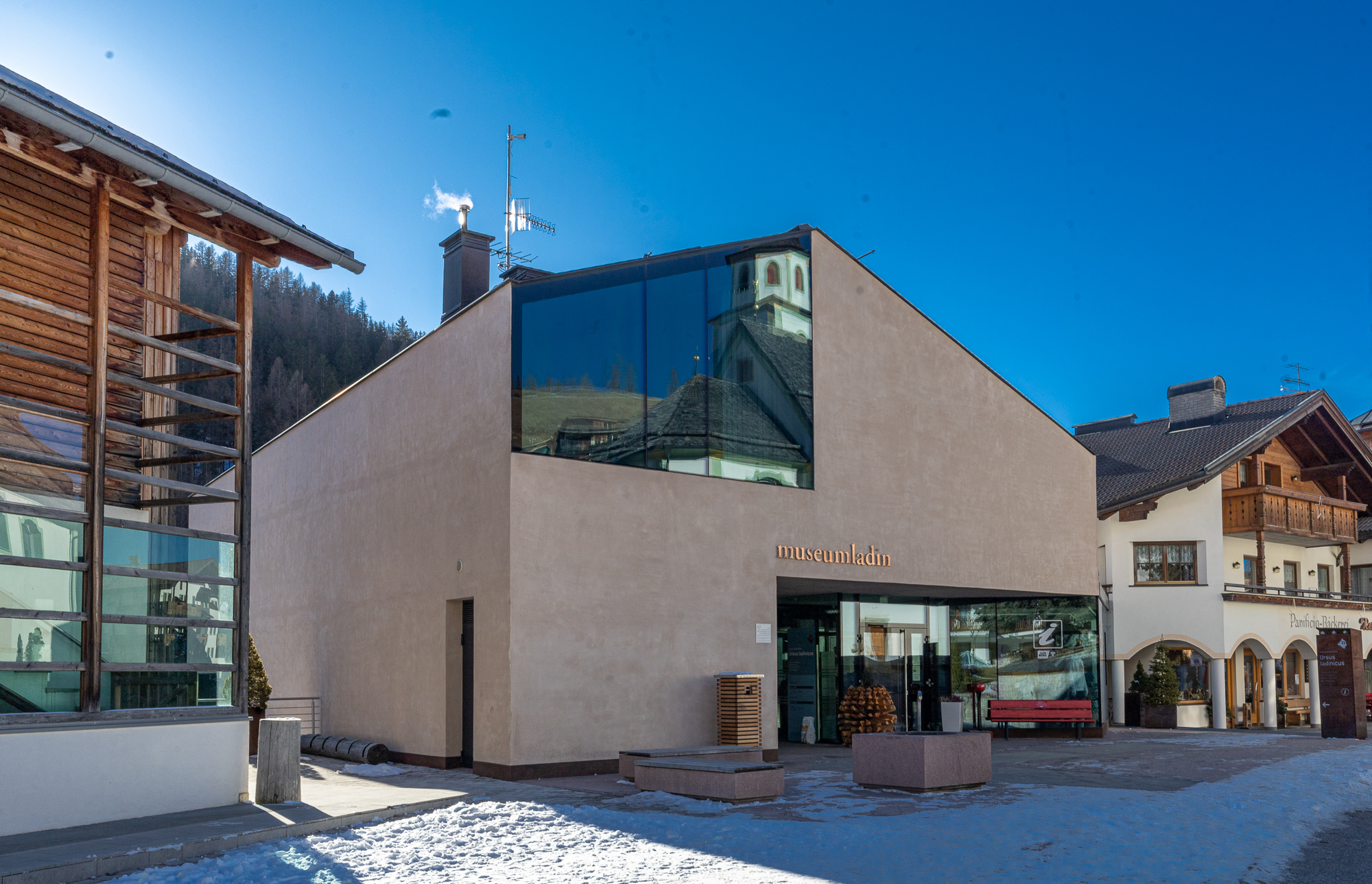
Museum Ladin Ursus ladinicus

V roce 2011 bylo v centru města slavnostně otevřeno Museum Ladin Ursus Ladinicus, pobočka Musea Ladin, která vystavuje některé zkameněliny nalezené v této oblasti a pozůstatky medvěda nalezené v roce 1987 v jeskyni pod Cima Cunturines.

## Ekonomika

### Cestovní ruch
Lokalita je od nástupu cestovního ruchu v roce 1960 oblíbenou prázdninovou destinací, a to jak v létě, tak v zimě, a pro přibližně 2/3 obyvatel, téměř výhradně Ladinů, je cestovní ruch hlavním zdrojem příjmů.